# 西吉彩鲫
西吉彩鲫（学名：Carassius auratus），又名五彩鲫鱼，是中国宁夏回族自治区西吉县特有品种，系观赏鱼类，被发现于当地堰塞湖中，是宁夏回族自治区保护鱼类。

## 特征
西吉彩鲫体型与普通鲫鱼相似。其腹圆、头尖、吻钝，无须，眼球较为突出。其体色有乳白、金红、纯黑、纯蓝、黑紫等，侧线上方亦杂有多种颜色。
该鱼系底层杂食性动物，以浮游生物、水草、水生昆虫幼虫、软体动物和水底腐屑为食。可以在氧气溶度低，碱性较强的水中生长繁殖，但生长速度慢，4-8月为繁殖期，其卵具有粘性。